# Strana středu (Norsko)
Strana středu (norsky Senterpartiet, zkr. Sp) je norská politická strana. Vznikla v roce 1920 jako Agrární strana (Bondepartiet), která se poté rychle etablovala jako uskupení o síle mezi 12–15 % hlasů. Důsledkem poklesu počtu svých tradičních voličů, kteří pocházeli zejména z prostředí zemědělství a rybolovu, však strana musela změnit svoji identitu. V jejím programu jsou zastoupeny prvky liberální, komunitární a environmentální. Strana klade důraz na tři oblasti. První z nich je svoboda jednotlivce, druhou solidarita a význam komunity a třetí odpovědné využívání půdy a přírodních zdrojů. Podobně jako většina dalších stran zaujímá euroskeptické postoje a staví se proto spíše proti případnému vstupu do Evropské unie.

## Předsedové strany
- Johan E. Mellbye 1920–1921
- Kristoffer Høgset 1921–1927
- Erik Enge 1927–1930
- Jens Hundseid 1930–1938
- Nils Trædal 1938–1948
- Einar Frogner 1948–1954
- Per Borten 1955–1967
- John Austrheim 1967–1973
- Dagfinn Vårvik 1973–1977
- Gunnar Stålsett 1977–1979
- Johan J. Jakobsen 1979–1991
- Anne Enger Lahnstein 1991–1999
- Odd Roger Enoksen 1999–2003
- Åslaug Haga 2003–2008
- Lars Peder Brekk 2008
- Liv Signe Navarsete 2008–2014
- Trygve Slagsvold Vedum 2014–